# Salmanbeyli, Seyhan
Salmanbeyli là một xã thuộc huyện Seyhan, tỉnh Adana, Thổ Nhĩ Kỳ.